# Prêmio Bibi Ferreira 2023
A 10ª Edição da Cerimônia de Entrega dos Prêmios Bibi Ferreira ocorreu em 17 de outubro de 2023, sediada no teatro Santander, na cidade de São Paulo.

## Cerimônia
O período de elegibilidade se iniciou em 1 de julho de 2022 e se estendeu até 30 de junho de 2023, acompanhando produções de musicais e peças teatrais em cartaz na cidade. 
Em 12 de setembro foram anunciados os indicados às 30 categorias. Este foi o primeiro ano da categoria "Melhor Musical OFF". A atriz Giulia Nadruz bateu o recorde de indicações entre os artistas nas categorias de performance, em sua sexta indicação ao prêmio.
A premiação foi comandada pela atriz e cantora Karin Hils e o diretor e produtor Miguel Falabella. 
A atriz Laura Cardoso foi a homenageada da noite, recebendo o prêmio das mãos do mestre de cerimônia Miguel Falabella.  

#### Jurados[6]
- Charles Dalla, compositor, maestro, diretor musical, ator e dublador
- Christina Trevisan, encenadora, diretora teatral, atriz e dramaturga
- Edna Ligieri, diretora de teatro e dramaturga
- Ferdinando Martins, jornalista e sociólogo
- Gisele Bellot, bailarina e coreógrafa
- Jamil Dias, diretor de teatro
- Marllos Silva, ator, diretor, dramaturgo e produtor
- Miguel Arcanjo Prado, jornalista
- Rogério Matias, ator, pianista, diretor, cantor e arte-educador
- Ubiratan Brasil, jornalista
- Zécarlos de Andrade, ator, autor e diretor

## Indicados e vencedores[7]

### Teatro Musical
| Melhor Musical | Melhor Musical Brasileiro |
| --- | --- |
| Once, o Musical - Alguma Coisa Podre! - Anastasia, o Musical - Bonnie & Clyde - Jacksons do Pandeiro - Marrom, o Musical - West Side Story | Marrom, o Musical - Clube da Esquina - Os sonhos não envelhecem - Jacksons do Pandeiro - Ney Matogrosso, Homem com H, o Musical - O Bem Amado Musicado                                                                                                |
| Melhor Versão em Musicais | Melhor Direção em Musicais |
| Once, o Musical - Mariana Elisabetsky - Alguma Coisa Podre! - Claudio Botelho - Bonnie & Clyde - Rafael Oliveira | Zé Henrique de Paula - Once, o Musical - Duda Maia - Jacksons do Pandeiro - Gustavo Barchilon - Alguma Coisa Podre! - Miguel Falabella - Marrom, o Musical - Ricardo Grasson - O Bem Amado Musicado                                                   |
| Melhor Ator | Melhor Atriz |
| Renan Mattos - Ney Matogrosso, Homem com H, o Musical como Ney Matogrosso - Beto Sargentelli - Bonnie & Clyde como Clyde - Beto Sargentelli - West Side Story como Tony - Marcos Veras - Alguma Coisa Podre! como Nick - Tiago Barbosa - Clube da Esquina - Os sonhos não envelhecem como Milton Nascimento | Bruna Guerin - Once, o Musical como Ela - Eline Porto - Bonnie & Clyde como Bonnie - Giovanna Rangel - Anastasia, o Musical como Anastasia - Giulia Nadruz - West Side Story como Maria - Luciana Braga - Judy - O Arco-Íris é aqui como Judy Garland |
| Ator Coadjuvante | Atriz Coadjuvante |
| George Sauma - Alguma Coisa Podre! como William Shakespeare - André Torquato - West Side Story como Riff - Cláudio Lins - Bonnie & Clyde - Marco França - O Bem Amado Musicado - Tiago Abravanel - Anastasia, o Musical                                                                                     | Bel Lima - Alguma Coisa Podre! - Carol Costa - Anastasia, o Musical - Letícia Soares - Marrom, o Musical - Liane Maya - Além do Ar - Um Musical Inspirado em Santos Dummont - Luciana Ramanzini - O Pequeno Príncipe, o Musical                       |
| Revelação em Musicais | Direção Musical |
| Lucas Lima - Once, o Musical - Anastácia Lia - Marrom, o Musical - Edyelle Brandão - A Igreja do Diabo - Um Musical Imoral e Hilário - Luis Vasconcenlos - Sidney Magal: Muito Mais que um Amante Latino - Matilla - Los Hermanos - Musical Pré-Fabricado                                                   | Thiago Gimenes - Alguma Coisa Podre! - Alfredo Del-Penho e Beto Lemos - Jacksons do Pandeiro - Cláudio Cruz - West Side Story - Fernanda Maia - Once, o Musical - Thiago Rodrigues - Anastasia, o Musical                                             |
| Melhor Cenografia | Melhor Figurino |
| Alguma Coisa Podre! - Duda Arruk - Once, o Musical - Cesar Costa e Zé Henrique de Paula - O Pequeno Príncipe, o Musical - Rogerio Falcão | O Pequeno Príncipe, o Musical - Theodoro Cochrane - Alguma Coisa Podre! - Fábio Namatame - Once, o Musical - Theodoro Cochrane |
| Melhor Dramaturgia Original | Melhor Letra e Música |
| Ney Matogrosso, Homem com H, o Musical - Emílio Boechat e Marilia Toledo - A Igreja do Diabo, um Musical Imoral e Hilário - Guilherme Gila - Clube da Esquina - Os sonhos não envelhecem - Fernanda Brandalise - Judy - O Arco-Íris é aqui - Flávio Marinho - O Pequeno Príncipe, o Musical - Sheila Dryzun | Glam, o Musical - Danilo Moura e Mau Alves - O Bem Amado Musicado - Marco França, Newton Moreno e Zeca Baleiro - O Pequeno Príncipe, o Musical - Marcus Vinicius Silva, Maria Zélia Marão, Sheila Dryzun e Thiago Gimenes                             |
| Melhor Coreografia | Melhor Arranjo Original |
| Once, o Musical - Gabriel Malo - Alguma Coisa Podre! - Alonso Barros - Marrom, o Musical - Barbara Guerra e Rafael Machado | Marrom, o Musical - Guilherme Terra - Elas Brilham - Doc Musical - Jules Vandystadt - Ney Matogrosso, Homem com H, o Musical - Daniel Rocha |
| Melhor Desenho de Luz | Melhor Desenho de Som |
| Once, o Musical - Fran Barros e Tulio Pezzoni - Museu Nacional - Wagner Antônio - O Bem Amado Musicado - César Pivetti | Once, o Musical - João Henrique Baracho - Jacksons do Pandeiro - Gabriel D'Angelo - Marrom, o Musical - Audio S.A |
| Melhor Visagismo em Musicais | Melhor Musical OFF |
| O Pequeno Príncipe, o Musical - Anderson Bueno - Alguma Coisa Podre! - Feliciano San Roman - O Bem Amado Musicado - Alisson Rodrigues | A Igreja do Diabo, um Musical Imoral e Hilário - Glam, o Musical - Tempo Certo, o Musical |

### Peça Teatral
| Melhor Peça | Melhor Direção em Peça de Teatro |
| --- | --- |
| A Herança - A Última Sessão de Freud - F(r)icções - Gaslight - Uma Relação Tóxica - Veraneio                                                                                                 | Rodrigo Portella - F(r)icções - Fernando Philbert - Três Mulheres Altas - Jô Soares (in memoriam) e Mauricio Guilherme - Gaslight - Uma Relação Tóxica - Nelson Baskerville - Mary Stuart - Zé Henrique de Paula - A Herança |
| Melhor Ator | Melhor Atriz |
| Fúlvio Stefanini - O Pai - Emiliano Queiroz - A Vida Não é Justa - Giovani Tozi - Gaslight - Uma Relação Tóxica - Marco Antônio Pâmio - A Herança - Odilon Wagner - A Última Sessão de Freud | Clarisse Abujamra - Veraneio - Eliane Giardini - Intimidade Indecente - Grace Gianoukas - Nasci pra ser Dercy - Léa Garcia (in memoriam) - A Vida Não é Justa - Vera Holtz - F(r)icções                                      |
| Melhor Ator Coadjuvante | Melhor Atriz Coadjuvante |
| Fernando Pavão - Mary Stuart - André Torquato - A Herança - Leandro Lima - Gaslight - Uma Relação Tóxica - Maurício de Barros - Veraneio - Rafael Primot - A Herança                         | Miriam Mehler - A Herança - Deborah Evelyn - Três Mulheres Altas - Kéfera Buchmann - Gaslight - Uma Relação Tóxica - Neusa Maria Faro (in memoriam) - Gaslight - Uma Relação Tóxica - Renata Ricci - Ponto a Ponto           |
| Melhor Cenografia | Melhor Desenho de Luz |
| Gaslight - Uma Relação Tóxica - Marco Lima - F(r)icções - Bia Junqueira - Mary Stuart - Marisa Bentivegna                                                                                    | F(r)icções - Paulo César Medeiros - A Herança - Fran Barros e Tulio Pezzoni - Gaslight - Uma Relação Tóxica - César Pivetti                                                                                                  |
| Melhor Figurino | Melhor Dramaturgia |
| Gaslight - Uma Relação Tóxica - Karen Brusttolin - Dom Quixote - Karen Brusttolin - Três Mulheres Altas - Tiago Ribeiro                                                                      | Nasci pra ser Dercy - Kiko Rieser - A Vida Não é Justa - Andréa Pachá - Veraneio - Leonardo Cortez |

## Resumo
Lista de espetáculos com mais de uma indicação:
| Programa                                        | Indicações | Vitórias |
| ----------------------------------------------- | ---------- | -------- |
| Once, o Musical                                 | 11         | 8        |
| Alguma Coisa Podre!                             | 11         | 4        |
| Gaslight - Uma Relação Tóxica                   | 9          | 2        |
| Marrom, o Musical                               | 8          | 2        |
| A Herança                                       | 7          | 2        |
| A Igreja do Diabo - Um Musical Imoral e Hilário | 6          | 1        |
| O Bem Amado Musicado                            | 6          | 0        |
| O Pequeno Príncipe, o Musical                   | 6          | 2        |
| Anastasia, o Musical                            | 5          | 0        |
| Bonnie & Clyde                                  | 5          | 0        |
| F(r)icções                                      | 5          | 2        |
| Jacksons do Pandeiro                            | 5          | 0        |
| West Side Story                                 | 5          | 0        |
| Ney Matogrosso, Homem com H, o Musical          | 4          | 2        |
| Veraneio                                        | 4          | 1        |
| Mary Stuart                                     | 3          | 1        |
| A Vida Não é Justa                              | 3          | 0        |
| Clube da Esquina - Os sonhos não envelhecem     | 3          | 0        |
| Três Mulheres Altas                             | 3          | 0        |
| Glam, o Musical                                 | 2          | 1        |
| Nasci pra ser Dercy                             | 2          | 1        |
| A Última Sessão de Freud                        | 2          | 0        |
| Judy - O Arco-Íris é aqui                       | 2          | 0        |

## Apresentações

### Apresentações principais
- Thais Piza e Luiz Guilherme - Apresentação dos prêmios Melhor Ator Coadjuvante e Melhor Atriz Coadjuvante em Peças de Teatro e em Musicais
- Miguel Falabella - Homenagem a Laura Cardoso
- Karin Hils - Apresentação do musical West Side Story
- Amanda Acosta e Marcos Veras - Apresentação dos prêmios Melhor Figurino e Melhor Cenografia em Musicais e em Peça de Teatro
- Miguel Falabella - Apresentação do musical Alguma Coisa Podre
- Flávio Tolezani e Laila Garin - Apresentação dos prêmios Melhor Visagismo em Musicais e Melhor Desenho de Luz em Musicais e em Peça de Teatro
- Karin Hils - Apresentação do musical Anastasia
- Lilian Valeska e George Sauma - Apresentação dos prêmios Melhor Desenho de Som, Melhor Arranjo Original e Melhor Versão em Musicais
- Miguel Falabella - Apresentação do musical Bonnie & Clyde
- Grace Gianoukas e Leandro Lima - Apresentação dos prêmios Melhor Coreografia e Melhor Direção Musical em Musicais
- Bibiana Berg e Marcelo Demétrius - Apresentação do prêmio Melhor Espetáculo Popular
- Miguel Falabella - Apresentação do musical Once, o Musical
- Giulia Nadruz e Cláudio Lins - Apresentação dos prêmios Melhor Letra e Música em Musicais e Melhor Dramaturgia Original em Musicais e em Peça de Teatro
- Miguel Falabella - Apresentação do musical Marrom, o Musical
- Tuna Dwek e Caio Paduan - Apresentação dos prêmios Melhor Direção em Peça de Teatro e em Musicais
- Verónica Valenttino e Tiago Barbosa - Apresentação dos prêmios Revelação em Musicais e Melhor Musical OFF
- Miguel Falabella - Apresentação do musical Jacksons do Pandeiro
- Andrezza Massei e Mateus Ribeiro - Apresentação dos prêmios Melhor Ator e Melhor Atriz em Musicais e em Peça de Teatro
- Marllos Silva - Apresentação do prêmio Melhor Musical Brasileiro
- Miguel Falabella e Karin Hils - Apresentação dos prêmios Melhor Peça de Teatro e Melhor Musical

### Números musicais
- Miguel Falabella e Karin Hils - Abertura
- Beto Sargentelli e Giulia Nadruz - Apresentação do número musical "Tonight" de West Side Story
- Bel Lima e Leo Bahia - Apresentação do número musical "A Luz Brilhou" de Alguma Coisa Podre
- Giovana Rangel - Apresentação do número musical "Viagem ao Passado" de Anastásia
- Eline Porto, Beto Sargentelli e Cláudio Lins - Apresentação do número musical "Esse Mundo Vai Lembrar de Nós" de Bonnie & Clyde
- Bruna Guerin e Lucas Lima - Apresentação do número musical "Me Afogando" de Once, o Musical
- Elenco de Marrom, o Musical - Apresentação Medley dos números musicais de Marrom, o Musical
- Kika Barros e Beto Lemos - Apresentação do número musical "Toada do Adeus" de Jacksons do Pandeiro

## Informações da cerimônia
Marllos Silva, idealizador da premiação, iniciou a noite ressaltando a importância da coletividade entre os artistas. Ele também apresentou a nova estatueta a ser entregue aos vencedores do Prêmio Bibi Ferreira e o lançamento dos anuários do teatro musical brasileiro. 

## In Memoriam
- Maria Zélia Marão - compositora
- Márcia Manfredini - atriz
- Pedro Paulo Rangel - ator, diretor, tradutor e letrista
- Juca Chaves - compositor, maestro e humorista
- Zé Celso - ator, diretor e dramaturgo
- Neusa Maria Faro - atriz
- Aracy Balabanian - atriz
- Aderbal Freire Filho - diretor, autor e dramaturgo
- Léa Garcia - atriz
- Marcio Mahakala - contrarregra
- Maria Carmem Barbosa - dramaturga